# Utricularia rosettifolia
Utricularia rosettifolia — вид рослин із родини пухирникових (Lentibulariaceae).

## Етимологія
Вид названий через розеткове розташування листя.

## Біоморфологічна характеристика
U. rosettifolia дуже тісно споріднений з U. geminiscapa Benj., але його можна легко відрізнити за мутовчатими й розетковими листками; приквітків два і вони супротивні; двогубі пелюстки, де верхня губа (до 5–8 мм) довша за нижню (до 3–6 мм); чашолистки нерівні і довжиною понад 1.8 мм. Цвітіння і плодоношення: липень — жовтень.

## Середовище проживання
Ендемік Бангладеш (південно-західні райони Бангладеш). Росте на поверхні води в прибережних зонах.